# ストーミングホーム
ストーミングホーム (Storming Home) とは、イギリス生まれの競走馬、種牡馬。2002年ジャパンカップに出走し、日本でチークピーシズが普及するきっかけを作った。種牡馬として一時期日本でも活動した。

## 経歴

### 競走馬時代
2000年（2歳）、7月のデビュー戦は9着だったが、2戦目で初勝利を挙げた。重賞初挑戦となったソラリオステークス (G3) では2着となったが、タタソールステークス (G3) は9着だった。
2001年（3歳）、4月に2勝目を挙げ（ブルーリバンドトライアルステークス）、ダンテステークス (G2) 3着となって挑んだダービーステークスは、ガリレオ (Galileo) らに敗れ7着だった。続くキングエドワード7世ステークス (G2) を制し、重賞初勝利を挙げたが、キングジョージ6世&クイーンエリザベスダイヤモンドステークスでは、再びガリレオに敗れ4着だった。その後はグレートヴォルティジュールステークス (G2) で2着、ニエル賞 (G2) で7着となった。
2002年（4歳）、ジョッキークラブステークス (G2) で3着、コロネーションカップ (G1) で2着、ハードウィックステークス (G2) で2着と惜しいレースが続き、2年連続で出走したキングジョージ6世&クイーンエリザベスダイヤモンドステークスでは6着だった。その後2戦して1勝し、チャンピオンステークス (G1) でムーンバラッドら相手にG1初勝利を挙げる。そして日本に初来日を果たし、中央競馬初出走となったジャパンカップでは15着という結果に終わった。
2003年（5歳）、アメリカのニール・ドライスデール (Neil D. Drysdale) 厩舎へ転厩し、移籍2戦目のチャールズウィッティンガムメモリアルハンデキャップ (G1) を制した。続くアーリントンミリオンは1着で入線したが、降着で4着だった。続くクレメント・L・ハーシュメモリアルターフカップステークス (G1) を制したが、ブリーダーズカップターフで7着となり、このレースを最後に競走馬を引退することになった。

### 種牡馬時代
2004年（6歳）、シャドウェルスタッドで種牡馬入り。初年度種付料は1万ポンド。海外時代の産駒は2頭がG1を勝っている。
2006年（8歳）、ナナリースタッドに繋養先が移動。
2007年（9歳）、初年度産駒デビュー。日本に輸入され、ダーレージャパンスタリオンコンプレックスで繋養される。翌年より日本で供用が開始され、初年度の種付料は250万円。
2011年（13歳）、日本での初年度産駒がデビュー。
2015年（17歳）、イーストスタッドに繋養先が移動。2014年末時点での産駒成績は、中央重賞勝ち馬はおらず、地方重賞勝ち馬を2頭出すにとどまった。
2017年（19歳）、この年の種付けシーズン終了後にクラックステーブルに移動
2020年（22歳）、用途変更となる。その後の行方は不明。

### 代表産駒
- 2006年産
  - Jakkalberry（ミラノ大賞典、アンブロシアノ賞）
  - Flying Cloud（リブルスデイルステークス、クレオパトル賞）
- 2007年産
  - Lion Tamer（ヴィクトリアダービー、アンダーウッドステークス）
  - Empire Storm（VGH保険大賞）
- 2009年産
  - ミッドコサージュ（福山3歳牝馬特別）
- 2010年産
  - マコトブリジャール（福島牝馬ステークス、クイーンステークス）
  - ティーハーフ（函館スプリントステークス）
  - ストーミングスター（イノセントカップ）
- 2014年産
  - ストーミーワンダー（白銀争覇、飛山濃水杯、金沢スプリントカップ、くろゆり賞、姫山菊花賞）
  - デザートストーム（ギャラクシーステークス）

## エピソード
- 2002年のジャパンカップでは、当時日本に馴染みの薄かったチークピーシズを装着していたことで話題となり、日本におけるチークピーシズ普及の火付け役となった。
- 神経質な馬で、5歳時のアーリントンミリオンではレース中に観衆からの声援に驚いて大きく斜行し、騎手を振り落としてしまい1着入線しながら4着降着となった。
- 血統表を見ると判るように、父方の祖父であるミスタープロスペクターの2×3（37.50%）をはじめ、ネイティヴダンサーの4×5×5×5（15.63%）やナタルマの4×4（12.50%）など非常に強いインブリードを持つ。ストーミングホーム自身は頑健であり、2歳時から5歳までの競走生活で世界各地のレースを転戦しつつ、大きな故障をすることなく24戦に出走している。

## 血統表
| ストーミングホームの血統ミスタープロスペクター系 / Mr. Prospector2×3=37.50%、Native Dancer4×5×5×5=15.63%、Natalma4×4=12.50%、Almahmoud5×5×5=9.38%、Nasrullah5×5=6.25% | ストーミングホームの血統ミスタープロスペクター系 / Mr. Prospector2×3=37.50%、Native Dancer4×5×5×5=15.63%、Natalma4×4=12.50%、Almahmoud5×5×5=9.38%、Nasrullah5×5=6.25% | ストーミングホームの血統ミスタープロスペクター系 / Mr. Prospector2×3=37.50%、Native Dancer4×5×5×5=15.63%、Natalma4×4=12.50%、Almahmoud5×5×5=9.38%、Nasrullah5×5=6.25% | （血統表の出典）     | （血統表の出典） |
| 父 Machiavellian 1987 鹿毛 | 父の父Mr. Prospector 1970 鹿毛 | Raise a Native | Native Dancer        | Native Dancer    |
| 父 Machiavellian 1987 鹿毛 | 父の父Mr. Prospector 1970 鹿毛 | Raise a Native | Raise You            |                  |
| 父 Machiavellian 1987 鹿毛 | 父の父Mr. Prospector 1970 鹿毛 | Gold Digger | Nashua               | Nashua           |
| 父 Machiavellian 1987 鹿毛 | 父の父Mr. Prospector 1970 鹿毛 | Gold Digger | Sequence             |                  |
| 父 Machiavellian 1987 鹿毛 | 父の母Coup de Folie 1982 黒鹿毛 | Halo | Hail to Reason       | Hail to Reason   |
| 父 Machiavellian 1987 鹿毛 | 父の母Coup de Folie 1982 黒鹿毛 | Halo | Cosmah               |                  |
| 父 Machiavellian 1987 鹿毛 | 父の母Coup de Folie 1982 黒鹿毛 | Raise the Standard | Hoist the Flag       | Hoist the Flag   |
| 父 Machiavellian 1987 鹿毛 | 父の母Coup de Folie 1982 黒鹿毛 | Raise the Standard | Natalma              |                  |
| 母 Try to Catch Me 1986 鹿毛 | 母の父Shareef Dancer 1980 鹿毛 | Northern Dancer | Nearctic             | Nearctic         |
| 母 Try to Catch Me 1986 鹿毛 | 母の父Shareef Dancer 1980 鹿毛 | Northern Dancer | Natalma              |                  |
| 母 Try to Catch Me 1986 鹿毛 | 母の父Shareef Dancer 1980 鹿毛 | Sweet Alliance | Sir Ivor             | Sir Ivor         |
| 母 Try to Catch Me 1986 鹿毛 | 母の父Shareef Dancer 1980 鹿毛 | Sweet Alliance | Mrs. Peterkin        |                  |
| 母 Try to Catch Me 1986 鹿毛 | 母の母It's in the Air 1976 鹿毛 | Mr.Prospector | Raise a Native       | Raise a Native   |
| 母 Try to Catch Me 1986 鹿毛 | 母の母It's in the Air 1976 鹿毛 | Mr.Prospector | Gold Digger          |                  |
| 母 Try to Catch Me 1986 鹿毛 | 母の母It's in the Air 1976 鹿毛 | A Wind is Rising | Francis S.           | Francis S.       |
| 母 Try to Catch Me 1986 鹿毛 | 母の母It's in the Air 1976 鹿毛 | A Wind is Rising | Queen Nasra F-No.4-k |                  |